# Deiphobe australiana
Deiphobe australiana es una especie de mantis de la familia Mantidae.

## Distribución geográfica
Se encuentra en Australia.